# St. Johannes der Täufer (Ratheim)

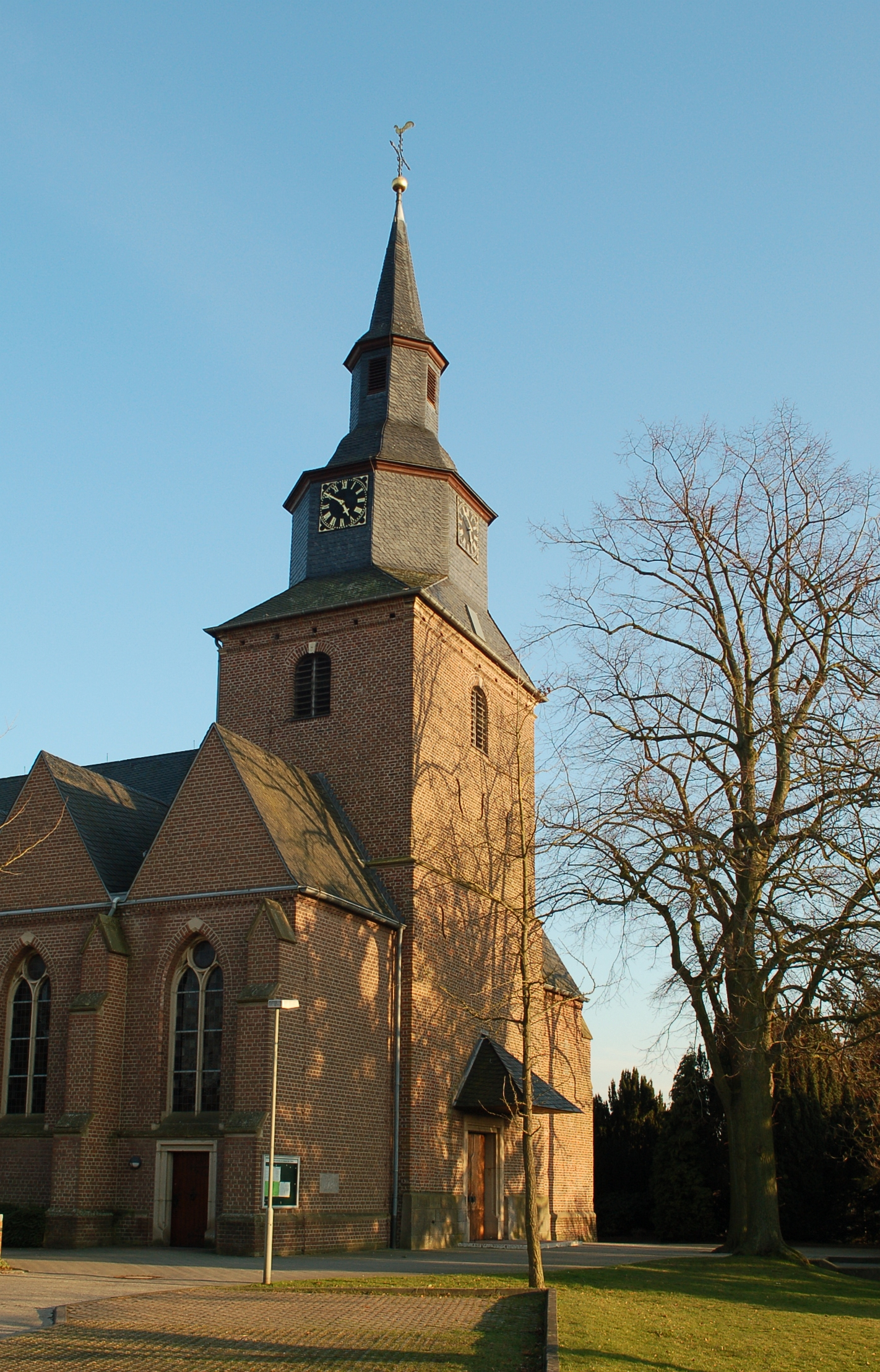
St. Johannes der Täufer in Ratheim

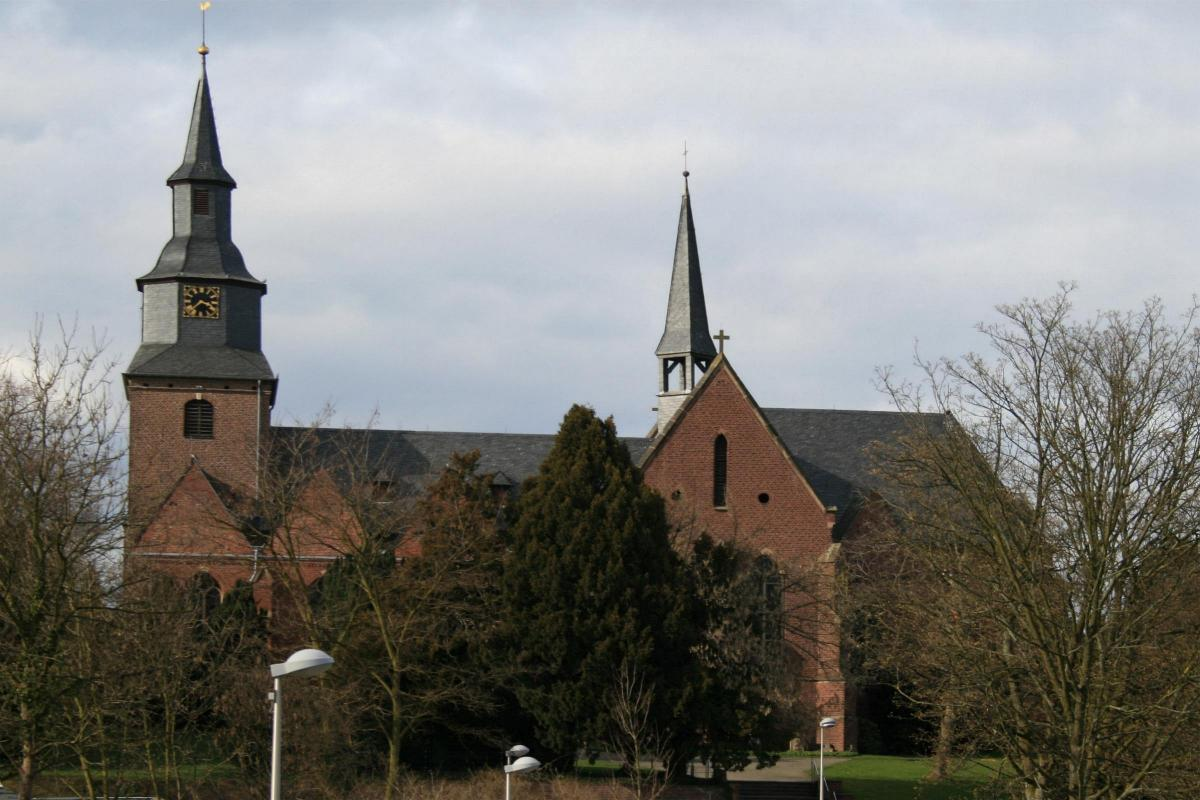
Südseite

St. Johannes der Täufer ist die römisch-katholische Pfarrkirche des Hückelhovener Stadtteils Ratheim im Kreis Heinsberg in Nordrhein-Westfalen.
Die Kirche ist Johannes dem Täufer geweiht und unter Nummer 2 in die Liste der Baudenkmäler in Hückelhoven eingetragen.
Zur Pfarre zählen auch Altmyhl mit der Kapelle St. Josef, Busch, Faulendriesch, Garsbeck, Gendorf, Klaerhof, Krickelberg und Vogelsang.

## Lage
Das Kirchengebäude liegt etwas zurückversetzt an der Straße Am Kirchberg. Die Kirche befindet sich im Ortskern und wird von einer kleinen Grünanlage umgeben.

## Geschichte
In Ratheim bestand schon im 12. Jahrhundert eine Kirche, die 1305 erstmals urkundlich erwähnt wurde. In der Urkunde schenkte der Dechant des Heinsberger Stiftes St. Gangolf, Arnold von Ratheim, dem Heinsberger Stift den Ratheimer Hof. Schon damals war Ratheim eine eigenständige Pfarrei. Die Pfarre gehörte damals zum Dekanat Wassenberg im Bistum Lüttich.
Die Reformation konnte in Ratheim zwischenzeitlich Fuß fassen, sodass sich in der ersten Hälfte des 16. Jahrhunderts zahlreiche Bewohner den Wassenberger Prädikanten anschlossen. Mit der Verfolgung der Prädikanten um 1534 wurde Ratheim wieder vollständig katholisch.
Am 1. April 1969 wurden Schaufenbergs und Millich zur Pfarre St. Bonifatius/Schaufenberg erhoben. Bis dahin gehörten beide Orte zur Pfarre Ratheim. 1979 wurde Altmyhl nach Ratheim umgepfarrt, zuvor gehörte der Ort zur Pfarre St. Johann Baptist, Myhl.

## Baugeschichte
Die 1305 erwähnte Pfarrkirche war eine romanische Saalkirche des 11. oder 12. Jahrhunderts. Hiervon sind noch Mauern im Mittelschiff erhalten. Im 15. Jahrhundert wurde das kleine Gotteshaus im Stil der Gotik umgebaut. Das Kirchenschiff erhielt ein Gewölbe und wurde um das südliche Seitenschiff, einen neuen Chor und den heutigen Glockenturm erweitert. Im 17./18. Jahrhundert erhielt der Turm schließlich seine charakteristische geschweifte barocke Haube.
Mitte des 19. Jahrhunderts wurde die Kirche zu klein, und man beschloss 1858, das Kirchengebäude zu erweitern. Mit den Planungen wurde der Kölner Baumeister Friedrich von Schmidt beauftragt. Nach seinen Plänen folgte nach Abriss des Chores 1861 der Bau des Querschiffs und der Choranlage mit Sakristei. Die feierliche Kirchweihe war schließlich am 28. Oktober 1868.
Über 100 Jahre später beschloss man, die Pfarrkirche um ein nördliches Seitenschiff zu erweitern. Hierbei entschied sich die Pfarre für einen Nachbau des gotischen südlichen Seitenschiffs. So wurde die romanische Nordwand des heutigen Mittelschiffs aufgebrochen und daran 1971/72 das Seitenschiff im gotischen Stil erbaut.

## Baubeschreibung
St. Johannes der Täufer ist eine dreischiffige Hallenkirche im Stil der Gotik und der Neugotik. Das Langhaus ist dreischiffig und vierjochig, über dem Westjoch des Mittelschiffs erhebt sich der dreigeschossige und eingezogene Glockenturm, welcher von einer barocken Haube bekrönt wird. Im Osten schließt sich an das Langhaus das Querschiff an, daran ein dreischiffiges Joch mit den Seitenchören. Im Osten schließt der Bau in Breite des Mittelschiffs mit einem fünfseitig geschlossenen Chor. Der gesamte Bau wird von Kreuzrippengewölben überspannt, die Fenster besitzen zweibahniges Maßwerk. Über der Vierung erhebt sich ein quadratischer Dachreiter.

## Ausstattung
In der Kirche befinden sich zahlreiche historische Heiligenfiguren, eine Herz-Jesu-Figur aus dem 20. Jahrhundert, eine Madonna mit Kind aus dem 18. Jahrhundert, hl. Nepomuk aus dem 17. Jahrhundert, hl. Johannes der Täufer aus dem 18. Jahrhundert und eine Figur des hl. Sebastian aus dem 18. Jahrhundert.
Die Orgel ist ein Werk der Orgelbaufirma Heinz Wilbrand aus Übach-Palenberg aus dem Jahr 1992 und besitzt 20 Register. Der Orgelprospekt stammt noch von der Stahlhuth-Orgel von 1868.

## Glocken
Im Glockenturm hängt ein vierstimmiges Geläut aus Bronze-Glocken der Glockengießerei Otto aus dem Jahr 1905. Während des Zweiten Weltkriegs mussten drei der vier Glocken für Rüstungszwecke abgeliefert werden, nur die Katharinenglocke verblieb im Turm. Zu einer Einschmelzung kam es glücklicherweise nicht mehr, sodass die Glocken nach dem Krieg unversehrt nach Ratheim zurückkehrten.
Ratheim besitzt ein sehr klangentfaltendes und warmes Geläute!
| Nr. | Name             | Gussjahr | Gießer                             | Durchmesser (mm) | Gewicht (kg, ca.) | Schlagton (HT-1/16) |
| --- | ---------------- | -------- | ---------------------------------- | ---------------- | ----------------- | ------------------- |
| 1   | Johannes Baptist | 1905     | Karl Otto, Fa. F. Otto, Hemelingen | 1470             | 1955              | des1 +1             |
| 2   | Maria            | 1905     | Karl Otto, Fa. F. Otto, Hemelingen | 1310             | 1370              | es1 −1              |
| 3   | Michael          | 1905     | Karl Otto, Fa. F. Otto, Hemelingen | 1160             | 970               | f1 −3               |
| 4   | Katharina        | 1905     | Karl Otto, Fa. F. Otto, Hemelingen | 1100             | 810               | ges1 −4             |

Die Glocken erklingen im Motiv „Veni sancte spiritus“.

## Läuteordnung der Glocken

### Oster-/Weihnachtszeit
| Anlass                  | Tag/Uhrzeit                               | Glocken | Motiv                |
| ----------------------- | ----------------------------------------- | ------- | -------------------- |
| Angelus                 | Montag–Sonntag um 07:00, 12:00, 18:00 Uhr | 3       | –                    |
| Sterbestunde Christi    | Freitag, 15:00 Uhr                        | 1       | –                    |
| Werktagsmesse           | Montag, 18:15 Uhr                         | 2+3     | große Sekunde        |
| Andacht/Stille Anbetung | Montag, 17:45 Uhr                         | 3       | –                    |
| Sonntagvorabendmesse    | Samstag, 16:45 Uhr                        | 1+2+4   | Gloria               |
| Sonntagseinläuten       | Samstag, 19:00 Uhr                        | 1+2+3+4 | Veni sancte Spiritus |
| Hochamt                 | Sonntag, 10:45 Uhr                        | 1+2+4   | Gloria               |

### Adventszeit
| Anlass                  | Tag/Uhrzeit                               | Glocken | Motiv                |
| ----------------------- | ----------------------------------------- | ------- | -------------------- |
| Angelus                 | Montag–Sonntag um 07:00, 12:00, 18:00 Uhr | 3       | –                    |
| Sterbestunde Christi    | Freitag, 15:00 Uhr                        | 1       | –                    |
| Werktagsmesse           | Montag, 18:15 Uhr                         | 3+4     | kl. Sekunde          |
| Andacht/Stille Anbetung | Montag, 17:45 Uhr                         | 3       | –                    |
| Sonntagvorabendesse     | Samstag, 17:45 Uhr                        | 2+4     | Mollterz             |
| Sonntagseinläuten       | Samstag, 19:00 Uhr                        | 1+2+3+4 | Veni sancte spiritus |
| Hochamt                 | Sonntag, 10:45 Uhr                        | 2+4     | Mollterz             |

### Grüne Zeit
| Anlass                  | Tag/Uhrzeit                             | Glocken | Motiv                |
| ----------------------- | --------------------------------------- | ------- | -------------------- |
| Angelus                 | Montag-Sonntag, 07:00, 12:00, 18:00 Uhr | 3       | –                    |
| Sterbestunde Christi    | Freitag, 15:00 Uhr                      | 1       | –                    |
| Werktagsmesse           | Montag, 18:15 Uhr                       | 3       | -                    |
| Andacht/Stille Anbetung | Montag, 17:45                           | 3       | –                    |
| Sonntagvorabendesse     | Samstag, 17:45 Uhr                      | 2+3+4   | Résurrexi            |
| Sonntagseinläuten       | Samstag, 19:00 Uhr                      | 1+2+3+4 | Veni sancte spiritus |
| Hochamt                 | Sonntag, 10:45 Uhr                      | 2+3+4   | Résurrexi            |

### Fastenzeit
| Anlass                  | Tag/Uhrzeit                               | Glocken | Motiv                |
| ----------------------- | ----------------------------------------- | ------- | -------------------- |
| Angelus                 | Montag-Sonntag um 07:00, 12:00, 18:00 Uhr | 3       | –                    |
| Sterbestunde Christi    | Freitag, 15:00 Uhr                        | 1       | –                    |
| Werktagsmesse           | Montag, 18:15 Uhr                         | 3+4     | kl. Sekunde          |
| Andacht/Stille Anbetung | Montag, 17:45 Uhr                         | 3       | –                    |
| Sonntagvorabendesse     | Samstag, 17:45 Uhr                        | 2+4     | Mollterz             |
| Sonntagseinläuten       | Samstag, 19:00 Uhr                        | 1+2+3+4 | Veni sancte spiritus |
| Hochamt                 | Sonntag, 10:45 Uhr                        | 2+4     | Mollterz             |

### Kasualien
| Anlass                          | Tag/Uhrzeit           | Glocken | Motiv                |
| ------------------------------- | --------------------- | ------- | -------------------- |
| Taufe                           | –                     | 4       | –                    |
| Hochzeit                        | –                     | 1+2+3   | Pater Noster         |
| Exequien                        | –                     | 1       | –                    |
| Mai-/Rosenkranz-/Oktoberandacht | –                     | 2       | –                    |
| Herz Jesu-/Kreuzwegandacht      | –                     | 3       | –                    |
| Vesper                          | –                     | 3       | –                    |
| Silvester                       | am 1. Jan., 24:00 Uhr | 1+2+3+4 | Veni sancte spiritus |

[An allen Hochfesten wird zum Gottesdienst mit allen vier Glocken geläutet.]

## Pfarrer
Folgende Priester waren bislang Pfarrer der Pfarrgemeinde St. Johannes der Täufer:
| von – bis | Name                   |
| --------- | ---------------------- |
| Um 1345   | Johann von Scaephusen  |
| 1418–1421 | Arnold Reyer           |
| 1421–1530 | Unbekannt              |
| 1530–1534 | Werner von Lammerstorp |
| 1534–1582 | Jakob von Kintzweiler  |
| 1582–1584 | Jakob Zaehren          |
| 1584–1595 | Heinrich Wirtten       |
| 1619–1624 | Johann Paggen          |
| 1624–1647 | Wilhelm von Wyck       |
| 1647–1649 | Johann Nyßen           |
| 1649–1693 | Johann Tetzius         |
| 1693–1693 | Franz Stephan Wilms    |
| 1693–1721 | Johann Vitus Wilms     |
| 1721–1769 | Adolf Joseph Beeck     |
| 1770–1777 | Wilhelm Franz Sauer    |
| 1777–1777 | Johann Wilhelm Daniels |

| von – bis | Name                                    |
| --------- | --------------------------------------- |
| 1777–1789 | Johann Leonhard Strauß                  |
| 1789–1814 | Johann Wilhelm Baumeister               |
| 1814–1816 | Oberrhe                                 |
| 1816–1844 | Karl Friedrich Goebbels                 |
| 1845–1852 | Johann Wilhelm von de Fenn              |
| 1852–1879 | Georg Max Joseph Hubert Drouven         |
| 1879–1886 | Leonard Birken                          |
| 1887–1912 | Johann Wildt                            |
| 1900–1912 | Franz Michael Thoma                     |
| 1912–1944 | Lorenz Offermann                        |
| 1944–1968 | August Pütz                             |
| 1968–1982 | Heinrich Pesch                          |
| 1982–2013 | Klaus Jansen                            |
| 2013–2014 | Gottfried Maria Graaff (Pfarrverwalter) |
| 2014–2016 | Winfried Müller (Pfarrverwalter)        |
| 2016–2018 | Georg Kaufmann                          |
| seit 2019 | P. Anton Steinberger OSFS               |